# هال این تیرول
شهر هال این تیرول (به آلمانی: Hall in Tirol) در استان تیرول با جمعیت ۱۲٬۴۲۴ نفر در کشور اتریش واقع شده‌است.